# The Rolling Stones, Now!
The Rolling Stones, Now! —en español: Los Rolling Stones, ahora!— es el tercer álbum de estudio de The Rolling Stones en los Estados Unidos, publicado en 1965 a través de London Records. El álbum contenía siete temas de su segundo álbum en el Reino Unido, The Rolling Stones No.2 y otras canciones que aparecerían luego en la versión británica de Out of Our Heads. Es generalmente considerado un disco muy fuerte y lo más destacado de sus primeros lanzamientos americanos .

## Grabación y lanzamiento
Menos de un año después de su primer disco, los Stones grabaron varios temas R&B en Londres, Hollywood y los estudios Chess de Chicago. El álbum contenía siete temas de su segundo álbum en el Reino Unido, The Rolling Stones No.2, el reciente Top 20 «Heart of Stone», el reciente sencillo número # 1 en el Reino Unido «Little Red Rooster», «Surprise, Surprise» que no se publicó en el Reino Unido hasta 1970 como un lado b de «Street Fighting Man», «Mona (I Need You Baby)» de The Rolling Stones y «Oh Baby (We Got A Good Thing Goin')» que aparecerá en la siguiente edición británica de los Stones Out of Our Heads en 1965. El álbum contiene una versión diferente y más corta, de «Everybody Needs Somebody to Love» que en la grabación de The Rolling Stones No. 2, aunque esta última versión fue utilizada accidentalmente en el CD de 1986 de The Rolling Stones, Now!. El CD del 2002 incluye la versión más corta, como en el LP original. Cuatro de las canciones de The Rolling Stones, Now! fueron escritas por Mick Jagger y Keith Richards (quién dejó caer la 's' de su apellido hasta 1978).
Para la contraportada, London Records simplemente tomó la contraportada de The Rolling Stones No. 2 y modificado la lista de canciones y datos de la etiqueta. Una cosa que fue pasado por alto, sin embargo, fue una mención de Ian Stewart tocando el órgano en «Time Is On My Side», canción que no se encuentra en The Rolling Stones, Now!. Este crédito se eliminó de las reediciones de 1986 y 2002. The Rolling Stones, Now! alcanzó el puesto # 5 en las listas consiguiendo un nuevo disco de oro para los Rolling Stones. En 2003 fue listada en el puesto 181 en la Lista de Rolling Stone de los 500 mejores álbumes de todos los tiempos.

## Lista de canciones
Todas las canciones escritas y compuestas por Jagger/Richards, excepto donde se indique. 
| Lado 1 |                                                                            |          |  |
| N.º    | Título                                                                     | Duración |  |
| 1.     | «Everybody Needs Somebody to Love» (Solomon Burke/Bert Berns/Jerry Wexler) | 3:00     |  |
| 2.     | «Down Home Girl» (Jerry Leiber/Arthur Butler)                              | 4:13     |  |
| 3.     | «You Can't Catch Me» (Chuck Berry)                                         | 3:40     |  |
| 4.     | «Heart of Stone»                                                           | 2:49     |  |
| 5.     | «What a Shame»                                                             | 3:06     |  |
| 6.     | «Mona (I Need You Baby)» (Ellas McDaniel)                                  | 3:35     |  |

| Lado 2 |                                                           |          |  |
| N.º    | Título                                                    | Duración |  |
| 7.     | «Down the Road Apiece» (Don Raye)                         | 2:56     |  |
| 8.     | «Off the Hook»                                            | 2:36     |  |
| 9.     | «Pain in My Heart» (Allen Toussaint)                      | 2:12     |  |
| 10.    | «Oh Baby (We Got a Good Thing Goin')» (Barbara Lynn Ozen) | 2:06     |  |
| 11.    | «Little Red Rooster» (Willie Dixon)                       | 3:04     |  |
| 12.    | «Surprise, Surprise»                                      | 2:29     |  |

## Músicos
The Rolling Stones
- Brian Jones - Guitarras, armónica, piano, coros
- Mick Jagger - Voz, armónica, percusión
- Keith Richards - Guitarras, coros
- Charlie Watts - Batería, percusión
- Bill Wyman - Bajo

Personal adicional
- Ian Stewart - Piano
- Jack Nitzsche - Piano

## Listas de éxitos

### Álbum
| Año  | Lista                | Posición |
| ---- | -------------------- | -------- |
| 1965 | Billboard Pop Albums | 5        |
| 1966 | Billboard Pop Albums | 49       |

### Sencillos
| Año  | Sencillo           | Lista                                  | Posición |
| ---- | ------------------ | -------------------------------------- | -------- |
| 1964 | Little Red Rooster | UK Top 50 Singles                      | 1        |
| 1965 | Heart Of Stone     | The Billboard Hot 100                  | 19       |
| 1965 | What A Shame       | The Billboard Hot 100 (Bubbling Under) | 124      |